# Patola
Patola (en suédois : Dammen) est une section du quartier de Oulunkylä.

## Lieux et monuments
- Bibliothèque d'Oulunkylä

## Description
Patola a une superficie de 2,98 km2, sa population s'élève à 9 334 habitants(1.1.2009) et il offre 5910 emplois (31.12.2005).